# 娜达·马蒂奇
娜达·马蒂奇（1984年6月10日—），塞尔维亚女子乒乓球运动员。她曾代表塞尔维亚参加2008年、2012年、2016年和2020年夏季残疾人奥林匹克运动会乒乓球比赛，获得一枚银牌和一枚铜牌。